# هادسون موهاک
راس متیو بیرچارد (به انگلیسی: Ross Matthew Birchard؛ زادهٔ ۱۱ فوریهٔ ۱۹۸۶) که بیشتر با نام هنری هادسون موهاک (به انگلیسی: Hudson Mohawke) شناخته می‌شود، تهیه‌کننده، آهنگساز و دی‌جی اسکاتلندی اهل گلاسگو می‌باشد.